# Comuna Lukașivka, Lîpoveț
Lukașivka (în ucraineană Лукашівка) este o comună în raionul Lîpoveț, regiunea Vinnița, Ucraina, formată din satele Berestivka, Iasenkî, Lukașivka (reședința) și Narțîzivka.

## Demografie
Componența lingvistică a satului Lukașivka
     Ucraineană (98,85%)
     Alte limbi (1,1%)
Conform recensământului din 2001, majoritatea populației satului Lukașivka era vorbitoare de ucraineană (98,85%), existând în minoritate și vorbitori de alte limbi.